# Passiflora seemannii
Passiflora seemannii är en passionsblomsväxtart som beskrevs av August Heinrich Rudolf Grisebach. Passiflora seemannii ingår i släktet passionsblommor, och familjen passionsblomsväxter. Inga underarter finns listade i Catalogue of Life.